# Phan Đăng Di
Phan Đăng Di, né le 14 janvier 1976  dans la province de Nghệ An (Viêt Nam), est un réalisateur vietnamien.
Son film Big Father, Small Father and Other Stories (Cha và con và) est présenté en compétition à la Berlinale 2015.

## Biographie
Après des études à l'Académie de théâtre et de cinéma (vi) de Hanoï, Phan Đăng Di commence sa carrière en tant que cinéaste indépendant avec comme objectif de former une équipe de jeunes réalisateurs en vue de créer une « nouvelle vague » pour le cinéma vietnamien.
En 2008, son court métrage When I Am 20 (2006) est le premier film vietnamien à être sélectionné en compétition au Festival international du film de Venise.
Son scénario pour le film de long métrage Adrift (Bui Chuyên Thac, 2009) remporte le prix FIPRESCI au Festival international du film de Venise 2009 et est nommé pour le prix du Meilleur scénariste aux Asian Film Awards 2010.
Bi, n'aie pas peur ! (2010), le premier long métrage pour lequel, en plus d'être scénariste et réalisateur, Di est producteur, remporte deux prix à la Semaine de la critique de Cannes 2010, ainsi que des prix à Hong Kong, Stockholm et Vancouver.
Le deuxième film de Di est Big Father, Small Father and Other Stories (soutenu par le World Cinema Foundation et le Fonds Hubert Bals).
Di enseigne également l'écriture de scénario à l'Université nationale de Hanoi et est reconnu comme un des cofondateurs de Autumn Meeting, un événement cinématographique annuel qui se tient à Đà Nẵng et Hội An, deux villes du centre du Vietnam.

## Filmographie

### Réalisateur
- 2010 : Bi, n'aie pas peur ! (Bi, đừng sợ)
- 2015 : Mekong Stories (Cha và con và) - En compétition au 65e festival international du film de Berlin.

### Scénariste
- 2009 : Vertiges de Bùi Thạc Chuyên
- 2010 : Bi, n'aie pas peur !